# Lied de Berio
Pour les articles homonymes, voir Lied.
Lied est une pièce pour clarinette seule composée en 1983 par Luciano Berio pour le fils d'un de ses amis.
Cette oeuvre réputée d'accès facile constitue une des rares pièces de musique contemporaine pour clarinette accessible aux pratiques amateurs.

## Structure
« Un formule mélodique de quatre notes (fa-ré-mi -do) sert de pivot autour duquel s'articulent divers éléments comme les notes répétées et diverses échappées dans les tessitures aiguë et grave. »

— Philippe Manoury